# Wappen der Gemeinde Gräfelfing
Das Wappen der Gemeinde Gräfelfing ist seit 1961 das offizielle Hoheitszeichen der Gemeinde Gräfelfing. 

## Blasonierung
„Geteilt durch einen blauen Wellenbalken in Gold und Silber-, oben eine rote Laubkrone, unten eine stilisierte rote Buche mit sieben Blättern.“

## Geschichte
Erste Versuche der Gemeinde Gräfelfing, ein Wappen einzuführen, nahm zwischen 1948 und 1952 der damalige Gemeinderat Dr. Hubert Reißner vor. Der von ihm an den Gemeinderat gestellte Antrag wurde jedoch wegen Geldmangels abgelehnt.
Am 2. November 1959 wurde erneut ein Antrag im Hauptausschuss behandelt und im Anschluss beschlossen, dass Vorschläge für ein Gemeindewappen von der Generaldirektion der staatlichen Archive Bayerns eingeholt werden sollen.
Als Grundlagen für die Wappengestaltung dienten Aufzeichnungen und Zeitungsausschnitte aus Veröffentlichungen des früheren Gemeindebürgers Geheimrat Friedrich Niedermayer. Am 9. August 1960 unterbreitete die Generaldirektion der staatlichen Archive Bayerns zwei Vorschläge für ein neues Wappen. Daraufhin wurde der Passauer Heraldiker Max Reinhart beauftragt, auf Basis der beiden Entwürfe farbige Versionen zu gestalten. Einer seiner Entwürfe wurde zur Prüfung an die Generaldirektion der staatlichen Archive Bayerns geschickt. Dieser Entwurf wurde der Gemeinde am 10. November 1960 als formal gültig bestätigt und am 1. Februar 1961 beim Staatsministerium des Innern des Freistaates Bayern legitimiert. 
Das Bayerische Staatsministerium des Inneren hat mit Schreiben vom 7. Juni 1961 der Gemeinde Gräfelfing die Zustimmung zur Annahme eines Wappens nach dem vorgelegten Entwurf erteilt.

## Wappenbegründung
Die im Wappen verwendeten Symbole Krone und Rotbuche symbolisieren die Geschichte der Gemeinde Gräfelfing.
Die Krone entstammt dem Wappen des Klosters Benediktbeuern, welches seit dem 11. Jahrhundert in der Ortsflur von Gräfling nachweisbar war. Zudem symbolisiert es die Verbindung der Gemeinde mit dem Bistum Freising, dessen Wappen einen rot-bekronten Mohrenkopf zeigt. Es wurde jedoch nur die Krone in das Gemeindewappen übernommen, da das Wappenbild des Bistums bereits in einigen Kommunalwappen aus dem Umkreis von München, darunter Ismaning und Unterföhring fand.
Die Rotbuche stammt aus dem Wappen des Chorherrenstift Rottenbuch, an den die Kirche von Gräfelfing 1206 überging. Die rote Buche war somit ein redendes Symbol des Wappens, welches nachweislich seit 1433 geführt wurde.
Der blaue Wellenbalken symbolisiert die Würm, die sich durch die Gemeindeflur zieht.